# Zoe Chamberlain
Zoé Chamberlain (Ciudad de México, 20 de diciembre de 1989) es una compositora e intérprete. Su álbum debut fue Manual al corazón. 

## Biografía
Zoé Chamberlain es una compositora e intérprete nacida el 20 de diciembre de 1989, originaria de la Ciudad de México. Con su álbum debut Manual al corazón, comienza su carrera artística de manera independiente. Carrera que es posteriormente impulsada por Televisa Music Publishing.
En sus inicios Chamberlain comienza a proyectarse en la página de videos YouTube, subiendo "covers" de otros artistas y compartiendo algunas de sus canciones versión demo y así, comienza a volverse en un fenómeno de las redes sociales, atrayendo la atención de su ahora público y de otros artistas y productores consolidados.

## Discografía
Manual al corazón, es el álbum con el que da a conocer su proyecto como solista, es un disco que contiene 10 temas inéditos, escritos y producidos por la misma Zoé Chamberlain y contando con los arreglos de los ganadores del Grammy FATO y Juan Carlos Graciano. “Detente” es el primer sencillo que se desprende de este álbum. Sus siguientes dos sencillos fueron "Soy el sol" y "Cristóbal". 
Paralelamente a lo musical, Zoé Chamberlain también extiende una propuesta social hacia el público, mostrándose a favor de la adopción y esterilización de mascotas, además de su postura en contra del maltrato animal. Por ello trabaja en conjunto con la Asociación Protectora de Animales (APASDEM).